# Challenger de Bania Luka 2022
El torneo Banja Luka Challenger 2022 fue un torneo de tenis perteneció al ATP Challenger Tour 2022 en la categoría Challenger 80. Se trató de la 20ª edición; el torneo tuvo lugar en la ciudad de Bania Luka (Bosnia y Herzegovina), desde el 22 hasta el 28 de agosto de 2022 sobre pista de tierra batida al aire libre.

## Jugadores participantes del cuadro de individuales
| Favorito | País                            | Jugador                   | Rank1 | Posición en el torneo |
| -------- | ------------------------------- | ------------------------- | ----- | --------------------- |
| 1        | Bandera de España               | Nicolás Álvarez Varona    | 223   | Segunda ronda         |
| 2        | Bandera de Hungría              | Fábián Marozsán           | 234   | CAMPEÓN               |
| 3        | Bandera de Bosnia y Herzegovina | Damir Džumhur             | 238   | Final                 |
| 4        | Bandera de España               | Nikolás Sánchez Izquierdo | 244   | Segunda ronda         |
| 5        | Bandera de Finlandia            | Otto Virtanen             | 247   | Segunda ronda         |
| 6        | Bandera de Portugal             | Frederico Ferreira Silva  | 251   | Primera ronda         |
| 7        | Bandera de Italia               | Lorenzo Giustino          | 252   | Primera ronda         |
| 8        | Bandera de Bosnia y Herzegovina | Mirza Bašić               | 258   | Primera ronda         |

- 1 Se ha tomado en cuenta el ranking del 15 de agosto de 2022.

### Otros participantes
Los siguientes jugadores recibieron una invitación (wild card), por lo tanto ingresan directamente al cuadro principal (WC):
- Yevhenii Bondarenko
- Damir Džumhur
- Matvey Minin

Los siguientes jugadores ingresan al cuadro principal tras disputar el cuadro clasificatorio (Q):
- Kimmer Coppejans
- Benjamin Hassan
- Aldin Šetkić
- Thiago Seyboth Wild
- Marko Topo
- Alexander Weis

## Campeones

### Individual Masculino
- Fábián Marozsán derrotó en la final a  Damir Džumhur, 6–2, 6–1.

### Dobles Masculino
- Vladyslav Manafov /  Oleg Prihodko derrotaron en la final a  Fabian Fallert /  Hendrik Jebens, 6–3, 6–4.